# 다운타운 크로싱역
다운타운 크로싱 역(영어: Downtown Crossing)은 매사추세츠주 보스턴 다운타운의 다운타운 크로싱 (Downtown Crossing) 소매상 지구에 위치한 철도역이다. MBTA 지하철 시스템의 "허브 역"중 하나인 오렌지 라인과 레드 라인의 환승역으로, 여기에 1개의 실버 라인을 포함한 13개의 MBTA 버스 노선을 제공하는 주요 버스 환승 지점도 있다.
다운타운 크로싱 역은 두 단계의 깊은 곳에 있다. 어퍼 레벨(저심도)에는 1908년에 개통한 오렌지 라인이 워싱턴 가 밑을 지난다. 로어 레벨(고심도)에는 1915년에 개통한 레드 라인이 윈터 가를 지난다. 다운타운 크로싱 역은 2013년 평일 평균 이용 인원이 23,478명으로 MBTA 네트워크에서 (사우스 역 다음으로) 두번째로 혼잡한 역이다. 1979년 3월에 지하 통로인 윈터 스트리트 콘코스(Winter Street Concourse)가 개장하면서 개찰구 밖으로 나가지 않고도 파크 스트리트 역의 그린 라인으로 환승할 수 있다.

## 역 구조
| G         | 거리                                | 출입구                                                  |
| G         | 외행                                | ← 실버 라인 더들리 스퀘어 방면 (보일스턴)               |
| B1 승강장 | 상대식 승강장, 오른쪽 출입문이 열림 | 상대식 승강장, 오른쪽 출입문이 열림                     |
| B1 승강장 | 남행                                | ← 오렌지 라인 포리스트힐스 방면 (차이나타운)            |
| B1 승강장 | 북행                                | → 오렌지 라인 오크 그로브 방면 (스테이트) →             |
| B1 승강장 | 상대식 승강장, 오른쪽 출입문이 열림 |                                                         |
| B2 승강장 | 상대식 승강장, 오른쪽 출입문이 열림 | 상대식 승강장, 오른쪽 출입문이 열림                     |
| B2 승강장 | 내행                                | ← 레드 라인 알레와이프 방면 (파크 가)                   |
| B2 승강장 | 외행                                | → 레드 라인 애쉬몬트 또는 브레인트리 방면 (사우스 역) → |
| B2 승강장 | 상대식 승강장, 오른쪽 출입문이 열림 |                                                         |

## 버스 연결

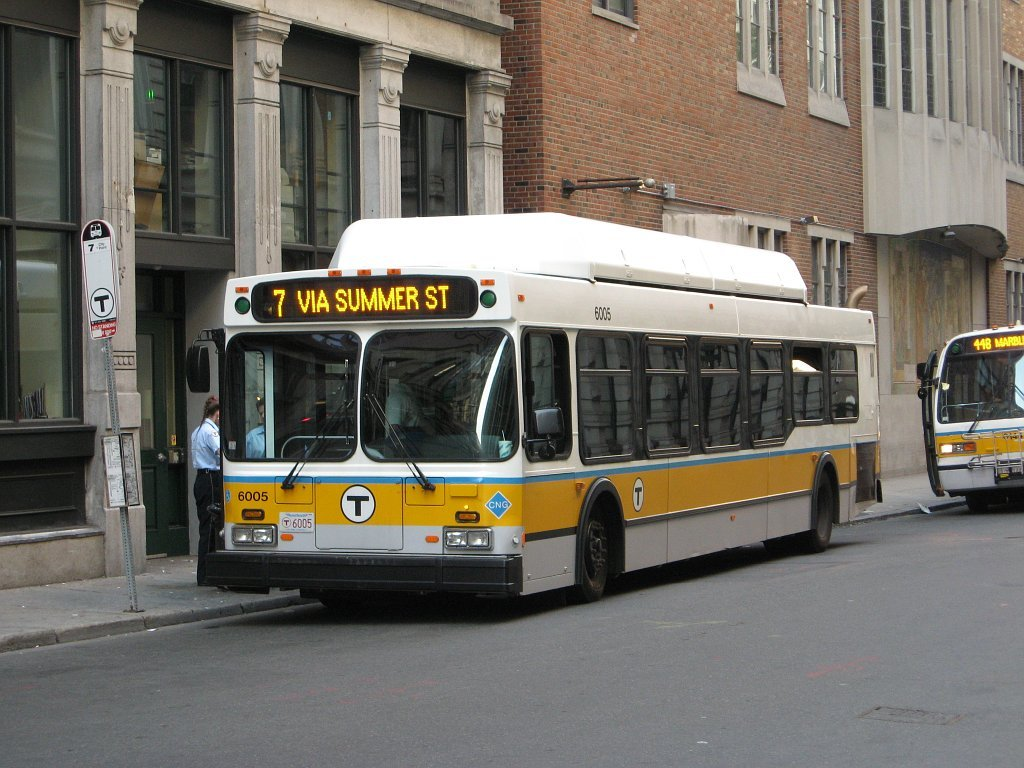
다운타운 크로싱 역 인근의 서머 가와 오티스 가에 정차한 7번 (로컬 루트)과 448번 (장거리 통근 루트)버스

다운타운 크로싱 역에는 많은 MBTA 버스 노선들이 종착지로 활용하고 있다. 여기에는 찰스타운, 사우스보스턴 및 노스쇼어로 가는 로컬 루트(Local route), 매사추세츠 턴파이크를 경유하는 고속 버스, 그리고 도체스터까지 운송하는 간선급행버스체계인 실버 라인(Silver Line)이 있다.
대부분의 노선은 가장 가까운 지하철 출입구에서 동쪽으로 짧은 거리의 서머 가와 오티스 가에서 정차한다.:
- 7 시티포인트 - 서머 가 & 사우스 역을 경유하여 오티스&서머 가에 정차
- 448 마블헤드 - 파라다이스 로드 & 로건 국제공항 C 터미널을 경유하여 다운타운 크로싱에 정차
- 449 마블헤드 - 험프리 가 & 로건 국제공항 C 터미널을 경유하여 다운타운 크로싱에 정차
- 459 세일럼 - 센트럴 스퀘어 & 로건 국제공항 C 터미널을 경유하여 다운타운 크로싱에 정차
- 501 브라이튼 센터 - 매스 피크를 경유하여 다운타운 보스턴에 정차
- 504 워터타운 야드 역, 뉴턴 코너 역 - 매스 피크를 경유하여 다운타운에 정차
- 505 센트럴 스퀘어, 월섬 - 무디 가를 경유하여 다운타운 보스턴에 정차
- 553 로버츠 - 뉴턴 코너 & 센트럴 스퀘어, 월섬을 경유하여 다운타운 보스턴에 정차
- 554 웨이벌리 스퀘어 - 뉴턴 코너, 센트럴 스퀘어, 월섬 & 벤틀리 대학을 경유하여 다운타운 보스턴에 정차
- 556 월섬 하이랜즈 - 뉴타운 코너 & 센트럴 스퀘어, 월섬 & 뉴턴빌을 경유하여 다운타운 보스턴에 정차
- 558 리버사이드 - 뉴턴 코너 & 유료도로를 경유하여 다운타운 보스턴에 정차

한 버스 정류장은 Bedford 가 또는 킹스턴 가에서 남쪽으로 한 블록 거리에 있다.:
- 11 시티포인트 - 다운타운 베이뷰 루트

실버 라인 노선을 따르는 버스 정류장은 템플 플레이스에서 가장 가까운 지하철 출구에서 반 블록 거리에 있다.:
- SL5 더들리 역 - 템플 플레이스에서 다운타운 크로싱 까지

92번과 93번 버스 정류장은 2014년 8월 밀크 가로 다시 축소 될때까지 다운타운 크로싱에서 정차하였다.